# Gnaw Their Tongues
A Gnaw Their Tongues nevű holland zenekar 2004-ben alakult meg Drachtenben.

## Története
Az együttes a black metal, drone metal, noise, dark ambient, indusztriális metal műfajokban játszik. Maurice de Jong (Mories) zenész alapította. Első nagylemezük 2006-ban jelent meg. De Jong már több név alatt is kiadott albumokat, ez a zenekar összesen 10 stúdióalbumot dobott piacra. Az együttes egyszemélyes projekt, hiszen csak De Jong szerepel benne.

## Diszkográfia
- Spit at Me and Wreak Havoc on my Flesh (2006)
- Reeking Pained and Shuttering (2007)
- An Epiphanic Vomiting of Blood (2007)
- All the Dread Magnificence of Perversity (2009)
- L'arrivée de la mort triomphante (2010)
- Per Flagellum Sanguemque, Tenebras Veneramus (2011)
- Eschatological Scatology (2012)
- Abyss of Longing Throats (2015)
- Hymns for the Broken, Swollen and Silent (2016)
- Genocidal Majesty (2018)